# Christopher Alesund
Christopher "GeT_RiGhT" Alesund je švédský profesionální hráč počítačové herní série Counter-Strike. V lednu 2021 Alesund oznámil, že odstupuje od profesionální soutěže a stane se tvůrcem obsahu pro Dignitas. Řadí se mezi nejlepší hráče Counter-Striku. V minulosti hrál za týmy Ninjas in Pyjamas, SK Gaming, Fnatic, Begrip a Dignitas.

## Kariéra
V roce 2007 se GeT_RiGhT umístil v týmu Begrip na 2. místě na spiXelania 2007. Později téhož roku se připojil k organizaci SK Gaming. Tým se umístili čtvrtí na EM II – Finals 9. března 2008. Na začátku roku 2009 se připojil k Fnatic. Fnatic vyhráli WEG e-Stars 2009: King of the Game. Umístili se 3/4 na IEM Season IV – gamescom a 2. na IEM Season IV – Chengdu. V červenci roku 2012, v souvislosti se změnou Counter-Striku na Counter-Strike: Global Offensive, opustil SK Gaming a přidal se do Ninjas in Pyjamas. GeT_RiGhT byl nedílnou součástí dominantního týmu NiP, který dokázal vyhrát 87 zápasů bez jediné prohry. NiP vyhráli ESL Major Series One 2013, kde porazili Fnatic 2-0. NiP a GeT_RiGhT skončili na 5-8 místě na ESWC 2015. Následující měsíc NiP skončili 5. na ESL One Cologne 2015.
GeT_RiGhT je považován za jednoho z nejlepších hráčů obou verzí hry Counter-Strike (CS, CS:GO). I když nikdy nebyl považován za nejlepšího aimera ve hře, tak je velmi známý svým konzistentním hraním, úspěchem v clutchových situacích a zpopularizování pozice "lurker" v týmech.

## Hráč roku (umístění)
- 2013 = 1. místo
- 2014 = 1. místo
- 2015 = 11. místo
- 2016 = 18. místo